# Manuel Cencelli
Le manuel Cencelli (en italien : Manuale Cancelli) était au départ une formule théorique et pratique inventée par Massimiliano Cencelli (it), un fonctionnaire de la Démocratie chrétienne italienne. La formule fut mise au point au début des années 1950, afin de déterminer avec précision le poids électoral de chaque courant au sein de ce parti et en conséquence répartir les charges qui revenaient à chaque courant. Cette pratique de répartition a duré pendant presque toute la Ire République et s'est progressivement étendue aux autres partis en coalition avec la DC.